# Тихвинка (Гатчинский район)
Ти́хвинка (фин. Tehvinä) — деревня в Гатчинском муниципальном округе Ленинградской области.

## История
На «Топографической карте окрестностей Санкт-Петербурга» Военно-топографического депо Главного штаба 1817 года она обозначена как деревня Большое Тефино из 6 дворов.
Деревня Тифина из 7 дворов упоминается на «Топографической карте окрестностей Санкт-Петербурга» Ф. Ф. Шуберта 1831 года.

ТИФИНКИ — деревня мызы Малотаицкой принадлежит Квашнину-Самарину, титулярному советнику, число жителей по ревизии: 22 м п., 22 ж. п. (1838 год)

Согласно карте Ф. Ф. Шуберта в 1844 году деревня называлась Тифина.
На этнографической карте Санкт-Петербургской губернии П. И. Кёппена 1849 года она обозначена как деревня «Tifinä», расположенная в ареале расселения савакотов. В пояснительном тексте к этнографической карте деревня записана под названием Stephinä (Тифинки) и указано количество её жителей на 1848 год: савакотов — 22 м. п., 17 ж. п., всего 39 человек, русских — 20 человек.

ТИФЕНКА — деревня генерал-майора Демидова, по просёлочной дороге, число дворов — 3, число душ — 10 м. п.

ТИФЕНКА — деревня действительной статской советницы графини Зубовой, число дворов — 6, число душ — 20 м. п.
(1856 год)

Согласно «Топографической карте частей Санкт-Петербургской и Выборгской губерний» в 1860 году деревня Тифинка состояла из 7 дворов.

ТИФИНА — деревня владельческая при колодце, число дворов — 6, число жителей: 16 м п., 16 ж. п.
(1862 год)

В 1879 году деревня Тифина насчитывала 5 дворов.

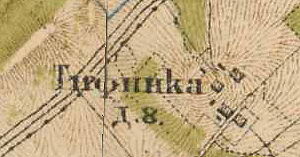
План деревни Тихвинка. 1885 год

В 1885 году деревня Тифинка насчитывала 8 дворов.
В конце XIX — начале XX века деревня административно относилась к Староскворицкой волости 3-го стана Царскосельского уезда Санкт-Петербургской губернии. Население деревни было однородным — финским.
К 1913 году количество дворов увеличилось до 18.
С 1917 по 1923 год деревня Тифинка входила в состав Елизаветинского сельсовета Староскворицкой волости Детскосельского уезда.
Согласно данным переписи населения СССР 1926 года в деревне Тифинка Пудостьского сельсовета Староскворицкой волости Троцкого уезда проживали 92 человека, из них 85 финны, остальные русские. В 1928 году население деревни Тифинка также составляло 92 человека.

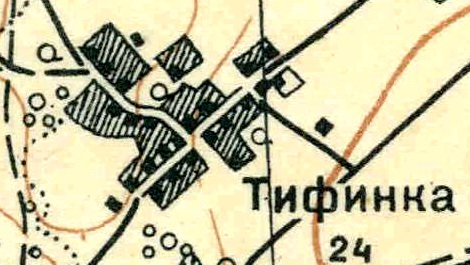
План деревни Тихвинка. 1931 год

Согласно топографической карте 1931 года деревня насчитывала 24 двора.
По данным 1933 года деревня называлась Тифинка и входила в состав Таицкого сельсовета Красногвардейского района.
В 1958 году население деревни Тифинка составляло 252 человека.
По данным 1966 и 1973 годов деревня называлась Тихвинка и входила в состав Большетаицкого сельсовета.
По данным 1990 года деревня называлась Тихвинка и входила в состав Пудостьского сельсовета Гатчинского района.
23 июня 1993 года решением Малого Совета Леноблсовета № 170 деревня Тихвинка была передана из Пудостьского сельсовета в подчинение Таицкому поссовету.
В 1997 году в деревне Тихвинка проживали 46 человек, деревня входила в состав Таицкого сельсовета, в 2002 году — 63 человека (русские — 75%), в 2007 году — 54.

## География
Деревня расположена в северной части района к югу от автодороги 41К-500 (Спецподъезд № 1).
Расстояние до административного центра поселения, посёлка городского типа Тайцы — 2 км.
Деревня находится в 2,5 км к юго-западу от станции Тайцы.

## Демография
| 1862 | 2007 | 2010 | 2017 |
| ---- | ---- | ---- | ---- |
| 32   | ↗54  | ↗101 | ↘65  |

### Национальный состав
Согласно данным Всероссийской переписи населения 2021 года в деревне проживали 143 человека, из них:
 русские — 130, финны — 6 (ингерманландцы — 4), армяне — 1, узбеки — 1, другие национальности — 1 человек, остальные национальность не указали.

## Достопримечательности
- Народный ингерманландский музей

## Улицы
Лесная, Солнечная.

## Садоводства
Природа.